# Lijst van nummer 1-hits in Spanje in 2014
Deze hits stonden in 2014 op nummer 1 in de Spaanse Single Top 50, de bekendste hitlijst in Spanje.
| Datum        | Artiest                                         | Titel                        |
| ------------ | ----------------------------------------------- | ---------------------------- |
| 5 januari    | Avicii                                          | Hey brother                  |
| 12 januari   | Avicii                                          | Hey brother                  |
| 19 januari   | Enrique Iglesias & Romeo Santos                 | Loco                         |
| 26 januari   | David Bisbal                                    | Diez mil maneras             |
| 2 februari   | David Bisbal                                    | Diez mil maneras             |
| 9 februari   | David Bisbal                                    | Diez mil maneras             |
| 16 februari  | David Bisbal                                    | Diez mil maneras             |
| 23 februari  | David Bisbal                                    | Diez mil maneras             |
| 2 maart      | David Bisbal                                    | Diez mil maneras             |
| 9 maart      | David Bisbal                                    | Diez mil maneras             |
| 16 maart     | David Bisbal                                    | Diez mil maneras             |
| 23 maart     | Pharrell Williams                               | Happy                        |
| 30 maart     | Shakira                                         | Boig per tu                  |
| 6 april      | Pharrell Williams                               | Happy                        |
| 13 april     | Pharrell Williams                               | Happy                        |
| 20 april     | Enrique Iglesias, Decemer Bueno & Gente De Zona | Bailando                     |
| 27 april     | Enrique Iglesias, Decemer Bueno & Gente De Zona | Bailando                     |
| 4 mei        | Enrique Iglesias, Decemer Bueno & Gente De Zona | Bailando                     |
| 11 mei       | Enrique Iglesias, Decemer Bueno & Gente De Zona | Bailando                     |
| 18 mei       | Enrique Iglesias, Decemer Bueno & Gente De Zona | Bailando                     |
| 25 mei       | Enrique Iglesias, Decemer Bueno & Gente De Zona | Bailando                     |
| 1 juni       | Real Madrid & RedOne                            | ¡Hala Madrid! ...y nada más  |
| 8 juni       | Enrique Iglesias, Decemer Bueno & Gente De Zona | Bailando                     |
| 15 juni      | Enrique Iglesias, Decemer Bueno & Gente De Zona | Bailando                     |
| 22 juni      | Enrique Iglesias, Decemer Bueno & Gente De Zona | Bailando                     |
| 29 juni      | Enrique Iglesias, Decemer Bueno & Gente De Zona | Bailando                     |
| 6 juli       | Enrique Iglesias, Decemer Bueno & Gente De Zona | Bailando                     |
| 13 juli      | Enrique Iglesias, Decemer Bueno & Gente De Zona | Bailando                     |
| 20 juli      | Enrique Iglesias, Decemer Bueno & Gente De Zona | Bailando                     |
| 27 juli      | Enrique Iglesias, Decemer Bueno & Gente De Zona | Bailando                     |
| 3 augustus   | Auryn                                           | Puppeteer                    |
| 10 augustus  | Enrique Iglesias, Decemer Bueno & Gente De Zona | Bailando                     |
| 17 augustus  | Enrique Iglesias, Decemer Bueno & Gente De Zona | Bailando                     |
| 24 augustus  | Enrique Iglesias, Decemer Bueno & Gente De Zona | Bailando                     |
| 31 augustus  | Enrique Iglesias, Decemer Bueno & Gente De Zona | Bailando                     |
| 7 september  | Enrique Iglesias, Decemer Bueno & Gente De Zona | Bailando                     |
| 14 september | Enrique Iglesias, Decemer Bueno & Gente De Zona | Bailando                     |
| 21 september | Pablo Alborán                                   | Por fin                      |
| 28 september | Pablo Alborán                                   | Por fin                      |
| 5 oktober    | Lilly Wood & The Prick & Robin Schulz           | Prayer In C                  |
| 12 oktober   | Pablo Alborán                                   | Pasos de cero                |
| 19 oktober   | Pablo Alborán                                   | El mejor momento             |
| 26 oktober   | Juan Mágan, Belinda & Lapiz Conciente           | Si no te quisiera            |
| 2 november   | Juan Mágan, Belinda & Lapiz Conciente           | Si no the quisiera           |
| 9 november   | Meghan Trainor                                  | All about that bass          |
| 16 november  | Meghan Trainor                                  | All about that bass          |
| 23 november  | Band Aid 30                                     | Do they know it's Christmas? |
| 30 november  | David Guetta & Sam Martin                       | Dangerous                    |
| 7 december   | David Guetta & Sam Martin                       | Dangerous                    |
| 14 december  | Meghan Trainor                                  | All about that bass          |
| 21 december  | David Guetta & Sam Martin                       | Dangerous                    |
| 28 december  | Meghan Trainor                                  | All about that bass          |